# Countdown to Extinction
Countdown to Extinction peti je studijski album američkog thrash metal sastava Megadeth, objavljen 14. lipnja 1992. godine pod licencijom Capitol Records. To je ujedno i najprodavaniji Megadethov album, dvostruke platinaste naklade. Na albumu se nalaze i jedni od najuspješnijih Megadethovih hitova kao što su: "Symphony of Destruction", "Sweating Bullets", "Skin o' My Teeth" te "Foreclosure of a Dream". Za te i za pjesmu "High Speed Dirt" su snimljeni i spotovi. Ovo je bio posljednji Megadethov album koji je sadržavao logo Combat Recordsa na stražnjoj strani albuma.
Countdown to Extinction je bio i nominiran za najbolju metal izvedbu na dodjeli nagrada Grammy 1993. godine te je naslovna pjesma albuma osvojila nagradu Genesis Humane Societyja čineći Megadeth jedinim heavy metal sastavom koji je primio tu čast.
Godine 2012. Megadeth je pokrenuo svjetsku turneju kako bi proslavio dvadesetu godišnjicu izdavanja albuma.

## Produkcija i marketing
Countdown to Extinction bio je drugi album na kojem su sudjelovali Dave Mustaine, Dave Ellefson, Marty Friedman i Nick Menza. Producent albuma bio je Max Norman.
Glazbeni stil na albumu različit je od onog prikazanog na prethodniku Rust in Peaceu te su skladbe po strukturi sličnije žanru hard rocka jer sadrže stihove i refrene (za razliku od prethodnih albuma). Ovo je Megadethov komercijalno najuspješniji album do danas.

## Popis pjesama
Tekstovi i glazba: Dave Mustaine, osim gdje je označeno drugačije. 
| 1.    | »Skin o' My Teeth«           |                                |                                     | 3:14 |
| 2.    | »Symphony of Destruction«    |                                |                                     | 4:02 |
| 3.    | »Architecture of Aggression« |                                | Dave Ellefson, Mustaine             | 3:34 |
| 4.    | »Foreclosure of a Dream«     | Ellefson, Mustaine             |                                     | 4:17 |
| 5.    | »Sweating Bullets«           |                                |                                     | 5:03 |
| 6.    | »This Was My Life«           |                                |                                     | 3:42 |
| 7.    | »Countdown to Extinction«    | Ellefson, Nick Menza, Mustaine | Marty Friedman, Mustaine            | 4:16 |
| 8.    | »High Speed Dirt«            | Ellefson, Mustaine             |                                     | 4:12 |
| 9.    | »Psychotron«                 |                                |                                     | 4:42 |
| 10.   | »Captive Honour«             | Ellefson, Mustaine             | Friedman, Menza, Mustaine           | 4:14 |
| 11.   | »Ashes in Your Mouth«        |                                | Ellefson, Friedman, Menza, Mustaine | 6:10 |
| 47:26 |                              |                                |                                     |      |

## Zasluge
| Megadeth - Dave Mustaine – vokali, gitara - Marty Friedman – gitara - Dave Ellefson – bas-gitara - Nick Menza – bubnjevi Dodatni glazbenici - The Jury Foreman – prateći vokali - The Judge – prateći vokali - The Cell Mate – prateći vokali | Ostalo osoblje - Max Norman – produciranje, miksanje, inženjer zvuka - Dave Mustaine – produciranje - Chris Cufarro – fotografija - Cameron Wong – fotografija - Hugh Syme – dizajn - John Taylor Dismukes – logotip - Fred Kelly Jr. – asistent inženjera zvuka - Micajah Ryan – dodatni inženjer zvuka - Tommy Steele – direktor dizajna |